# Tofslärkan 5

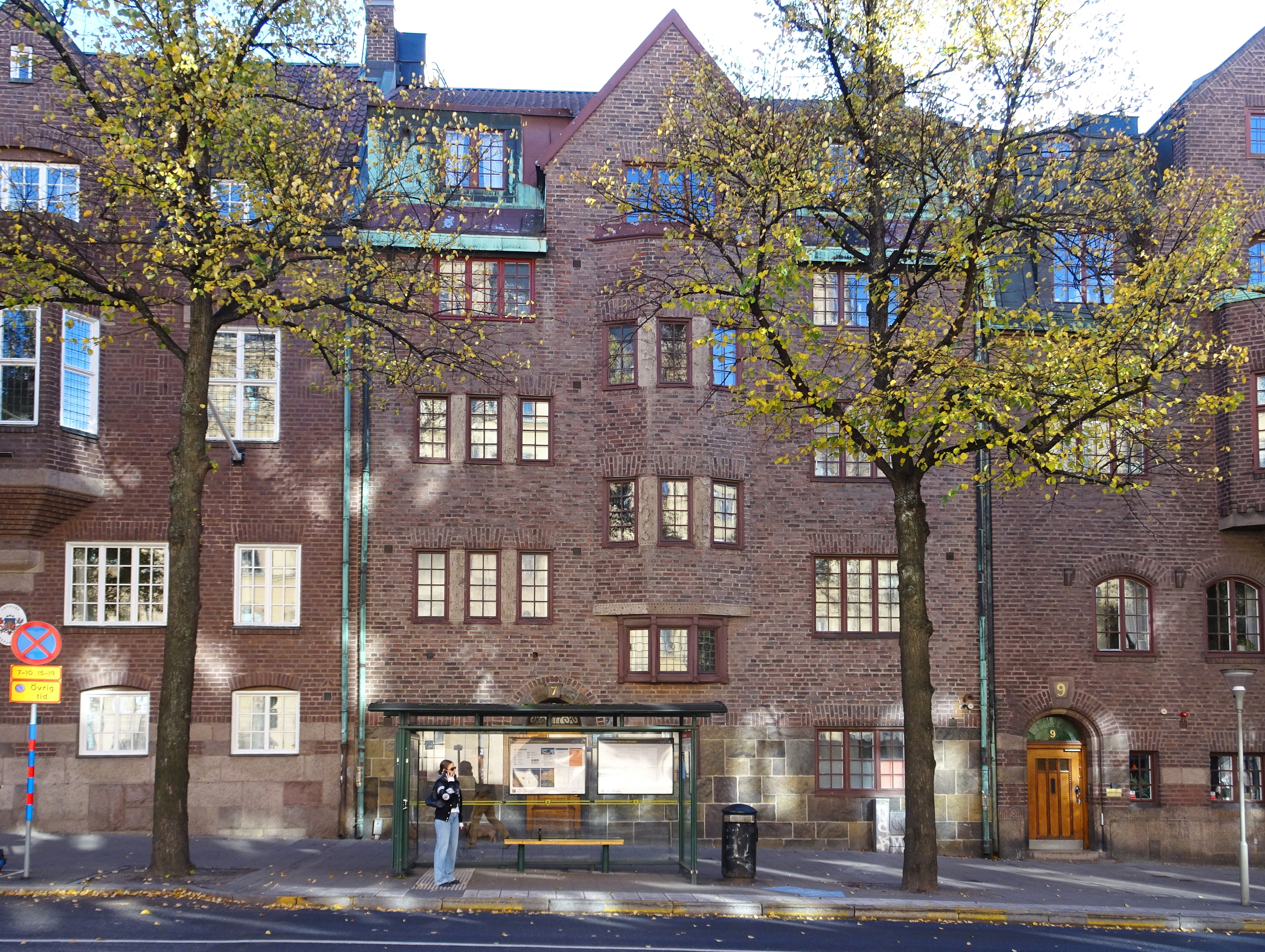
Tofslärkan 5, Odengatan 7. Till vänster ansluter Tofslärkan 6 och till höger Tofslärkan 4, oktober 2022.

Tofslärkan 5 är en kulturhistoriskt mycket värdefull före detta villafastighet i kvarteret Tofslärkan i Lärkstaden på Östermalm i Stockholm. Denna stadsvilla vid Odengatan 7 (före detta 5B) uppfördes 1912 efter ritningar av arkitekterna Osvald Almqvist och Gustaf Linden. Fastigheten är blåmärkt av Stadsmuseet i Stockholm vilket är den högsta klassen och innebär "att bebyggelsen bedöms ha synnerligen höga kulturhistoriska värden".

## Bakgrund och planering

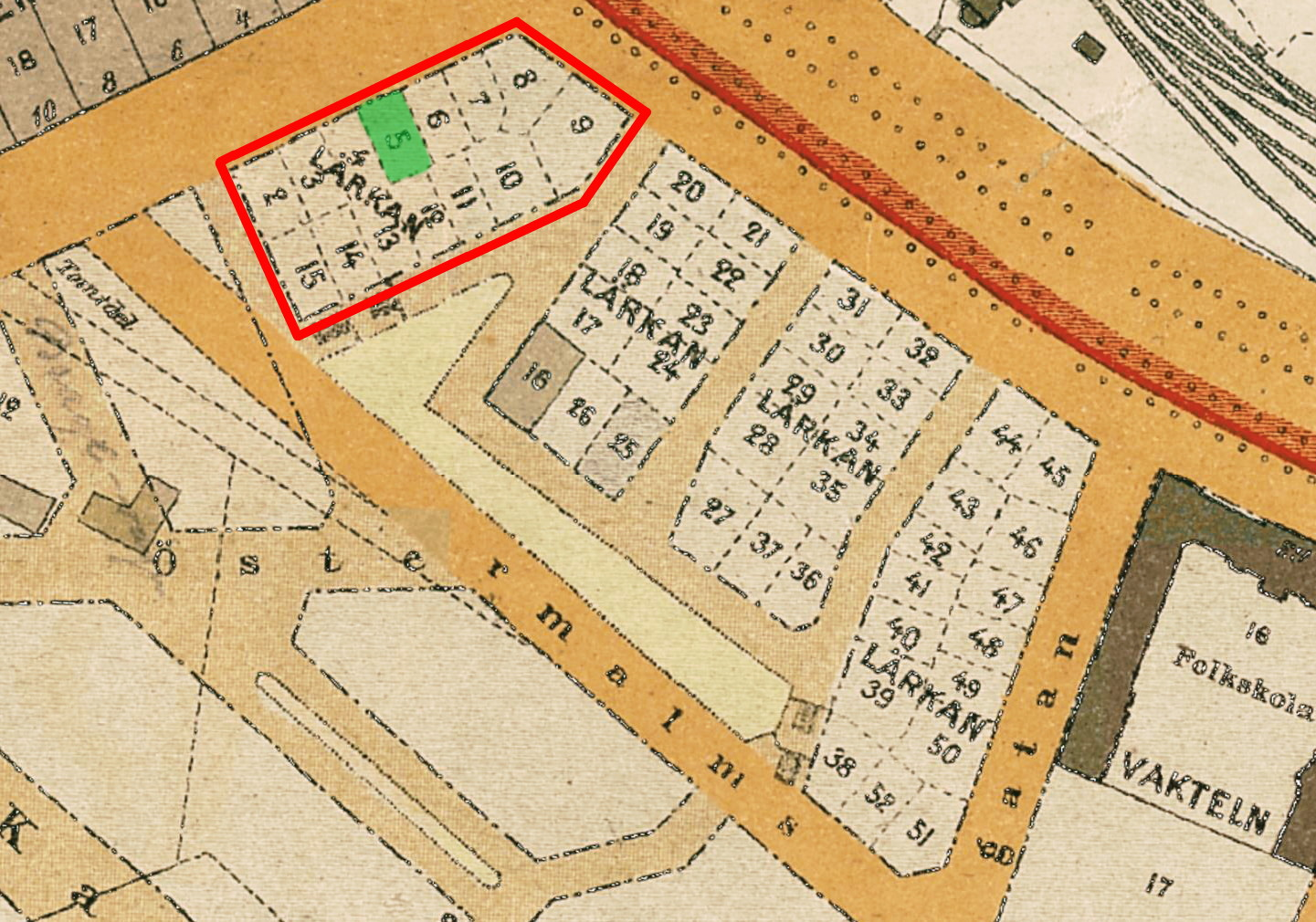
Lärkan 5 med grön markering (dagens Tofslärkan 5) år 1909.

Lärkan 5, sedermera namnändrad till Tofslärkan 5, var en av 51 fastigheter i dåvarande kvarteret Lärkan som, enligt en av Per Olof Hallman 1902 utarbetad stadsplan, skulle bebyggas med enfamiljsvillor. Stadsingenjörskontoret fick i uppdrag att stycka "överkomliga" tomter med storlekar mellan drygt 270 och 550 kvadratmeter vilka såldes av Stockholms stad med äganderätt ("å fri och egen grund" står det på tomtkartorna). Målgruppen var den välsituerade borgarklassen med yrken som grosshandlare, direktörer, företagare, läkare, högre tjänstemän, arkitekter och ingenjörer. 
Fastigheten Tofslärkan 5 omfattade en areal om 289,8 kvadratmeter och förvärvades 1912 av arkitekt Gustaf Linden. Det var vanligt att byggmästare eller arkitekter köpte tomter i Lärkan eftersom de var insatta i stadens bebyggelseplanering. Tomterna såldes sedan till ingenjören och byggmästaren N. Persson som även kom att uppföra huset. 1914 hade Persson sålt fastigheten till notarien Ivan Brusell och 1919 uppger Stockholms adresskalender doktor A. Pauli som ägare. Därefter bytte ägare i raskt takt. Idag (2022) innehas Tofslärkan 5 av företaget Tofslärkan 5 AB som hyr ut byggnadens lägenheter och kontor.

## Samkomponerade fasader

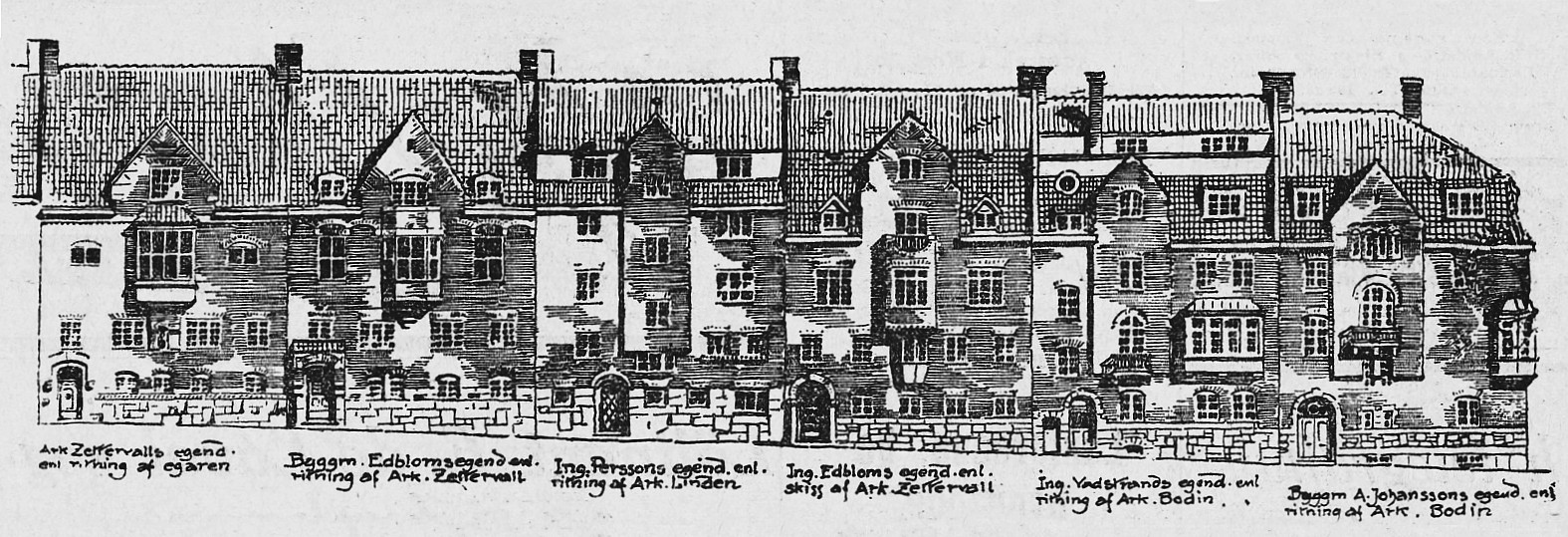
Fasaderna mot Odengatan 3–13, illustration i Svenska Dagbladet, 1912.

Fasaden mot Odengatan samkomponerades med grannhusen. På arkitekt Folke Zettervalls initiativ kom berörda byggherrar, arkitekter och byggmästare överens om att åstadkommer en enhetlig gatubild för villorna längs med Odengatan 3–13. Det var en nyhet i Lärkstaden och en reaktion mot den allt för individuella arkitekturen som dittills präglat lärk-kvarterens stadsvillor och kritiserats av samtiden att vara ”brokig”. 
Zettervalls villa (Odengatan 3, Tofslärkan 7), som 1910 stod först färdig i raden Tofslärkan 2–7, skulle utgöra förebild för de övriga fasadernas gestaltning. Man hade enats om att använda fogstruket mörkrött Helsingborgstegel till samtliga fasader och för övrigt ungefär samma utseende, dock med tillräcklig individuell variation för att inte verka enformig. Tidningen publicerade i april 1912 en illustration över Lärkstadens framtida fasad mot Odengatan när sprängningsarbeten fortfarande pågick. Samtliga sex fastigheter är numera blåmärkta av Stadsmuseet.

## Byggnadsbeskrivning

### Exteriör

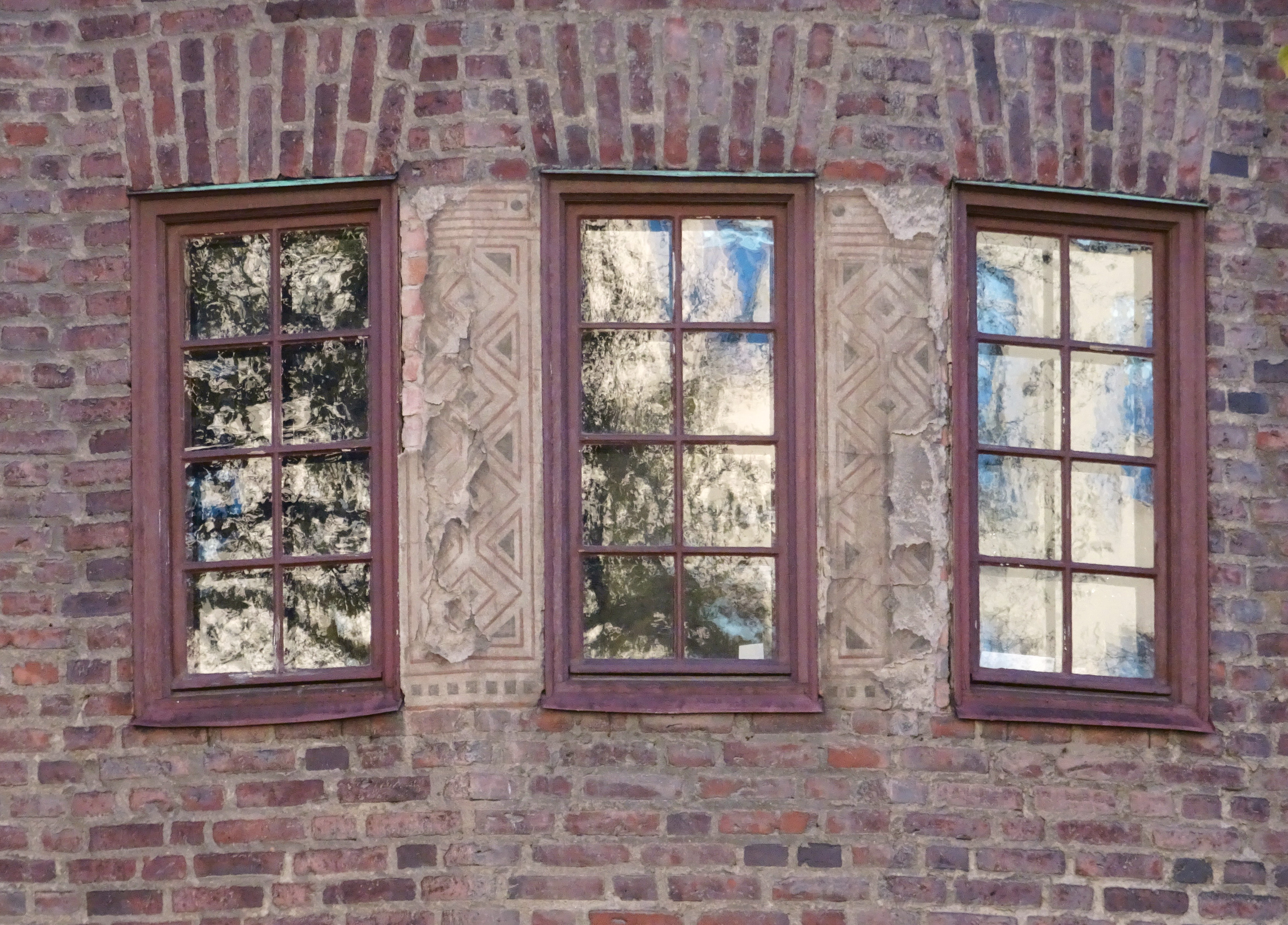
Burspråkets trapphusfönster.

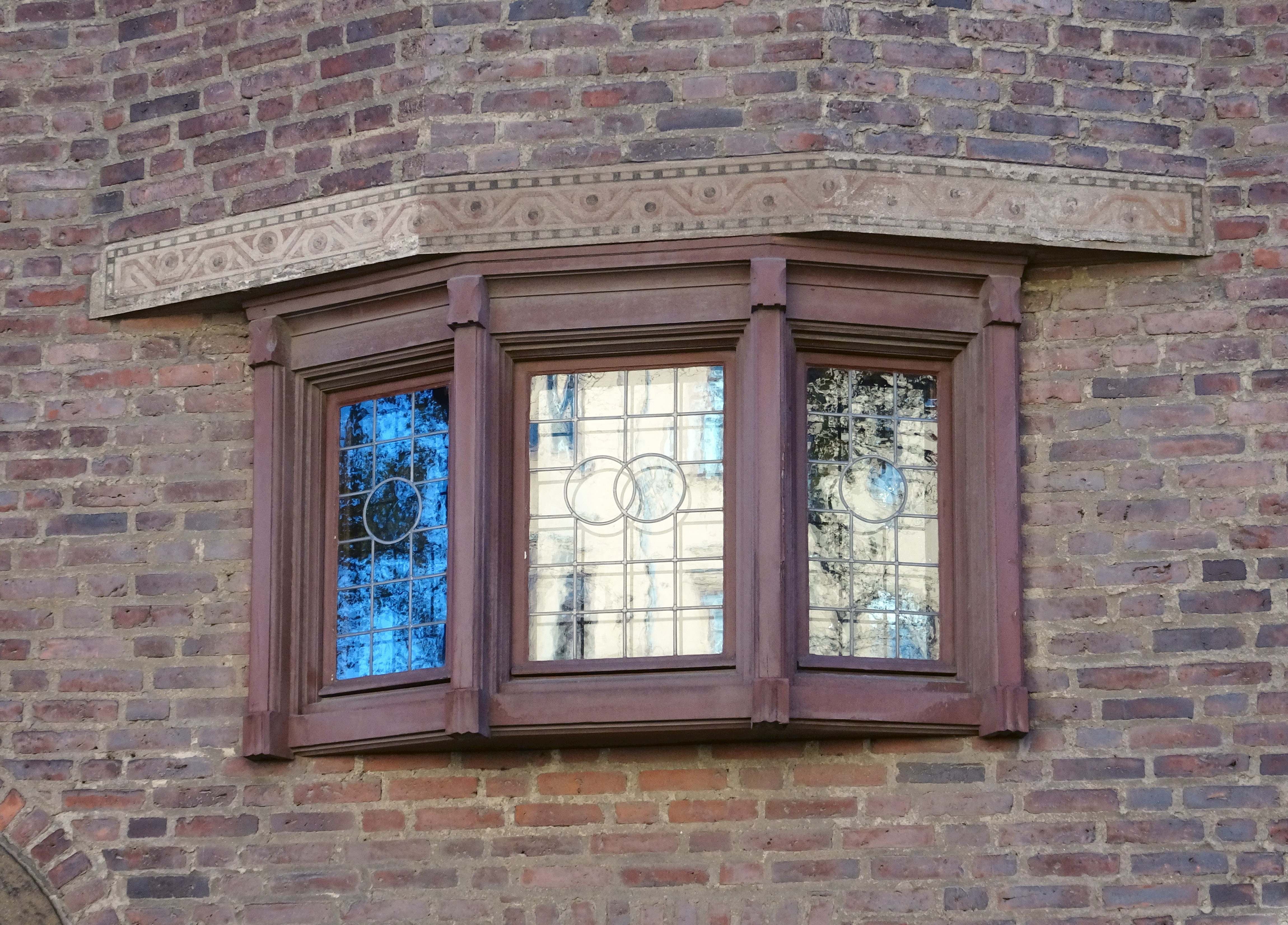
Trapphusfönster under Burspråket.

Tofslärkan 5 uppfördes i fyra våningar samt vindsvåning. Enligt överenskommelsen murades fasaderna i mörkbrunt Helsingborgstegel på en hög sockel av natursten som avslutas av ett band med zig-zag mönster. Husets mittparti accentueras av ett grunt burspråk i tre våningar som kröns av en balkong. Däröver höjer sig en gavelfronton i höjd med takvåningen. Burspråkets fönsterplacering är ovanlig då de ligger mittemellan våningarna vilket beror på att de hör till huvudtrappans halvplan. Fasaden smyckas av målade och skulpterade dekorationer. Ornamentsmålningar i nationalromantisk stil finns mellan burspråkets fönster och på dess underkant samt i portalvalvet. Portalen gestaltades välvd och inramas av natursten, där slutstenen bär husnumret ”7”. Valvets imposter skulpturerades som ett mans- och ett kvinnohuvud i profil huggna i sten. Porten är av ek med en rund fönsteröppning som omges av en stiliserad lagerkrans. På grund av souterrängläge har gårdsfasaden tre våningar samt vindsvåning. Även där höjer sig en gavelfronton över takfoten.

### Interiör
Istället för en stadsvilla för ett enda hushåll ritade Linden och Almqvist ett flerbostadshus vilket stred mot stadsplanebestämmelserna för lärk-kvarteren. På våning tre och fyra trappor anordnades flera mindre lägenheter med och utan kök. Enligt bestämmelserna fick varje villa innehålla högst två kök varav det större skulle höra till ägarbostaden och det andra, mindre, till en lägenhet för gårdskarlen, portvakten eller chauffören. Med lägenheter utan kök kringgick man bestämmelserna. Endast 21 av de 51 tomterna bebyggdes med egentliga villor för ett hushåll. Av Stockholms adresskalender från 1910-talets mitt framgår att fastighetsägaren för Tofslärkan 5 hade fem hyresgäster i huset. Alla tillhörde dock socialgrupp ett alltså samma som husherren.
Villans huvudbostad låg med matsal, salong, herrum och kök på våning en trappa och med flera sovrum, barnkammare, arbetsrum och bad på två trappor. Mellan dessa våningar gick, utöver huvudtrappan, även en interntrappa.
Rumsfördelningen enligt ursprungsritningarna från 1912 var följande:
- Bottenvåning – entré från Odengatan, rum och tvättstuga mot gatan, pannrum, kolrum, flera källarförråd
- Våning 1 trappa – herrum, trapphus och kök (mot gatan), matsal och salong med utgång (loggia) till trädgården
- Våning 2 trappor – tjänare, badrum, trapphus och arbetsrum (mot gatan), barnkammare och två sovrum (det större med balkong mot gården)
- Våning 3 trappor – en lägenhet om tre rum (utan kök), en lägenhet om två rum (utan kök)
- Våning 4 trappor – en lägenhet om två rum (med kök) samt en lägenhet om två rum (utan kök)

I juli 1936 inlämnades ett ritningsförslag till byggnadsnämnden som innebar en varsam ombyggnad för våningarna 2 till 4 trappor, utförda efter ritningar av arkitekt Oscar Waller. Förslaget, som innebar viss modernisering med fler kök och badrum, kom dock inte till utförandet.

### Nutida bilder

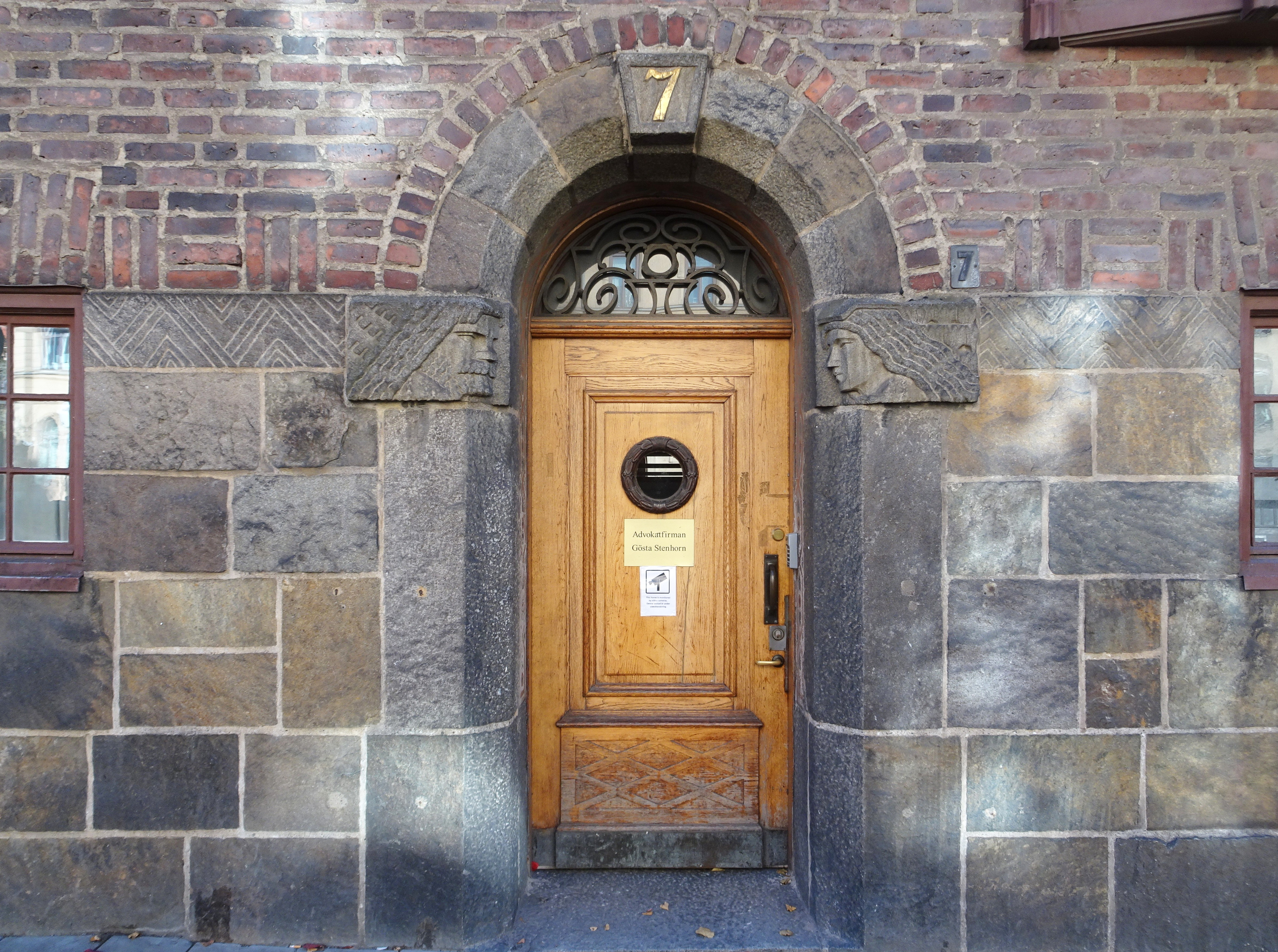
Entréporten Odengatan 7.
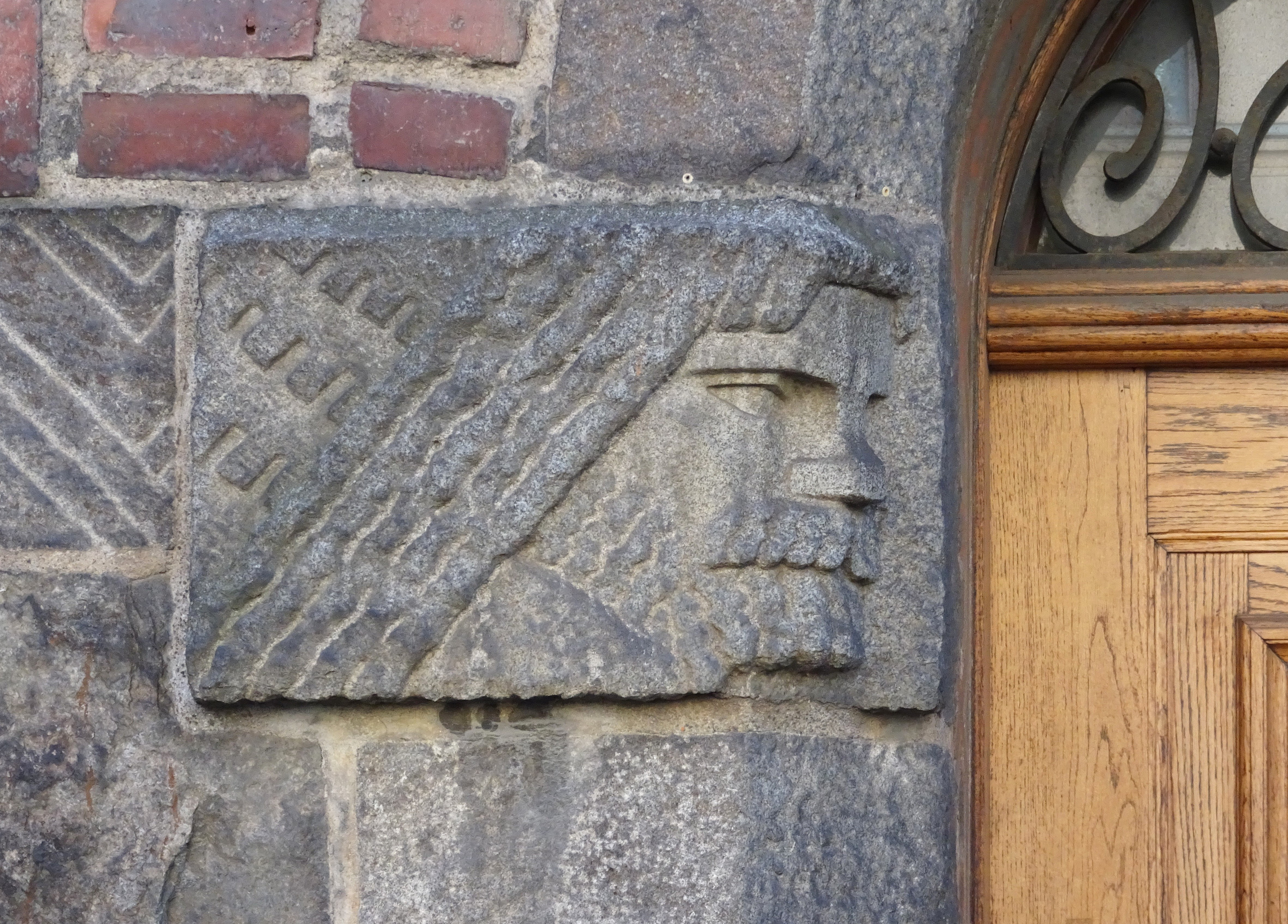
Mansansiktet, vänster om porten.
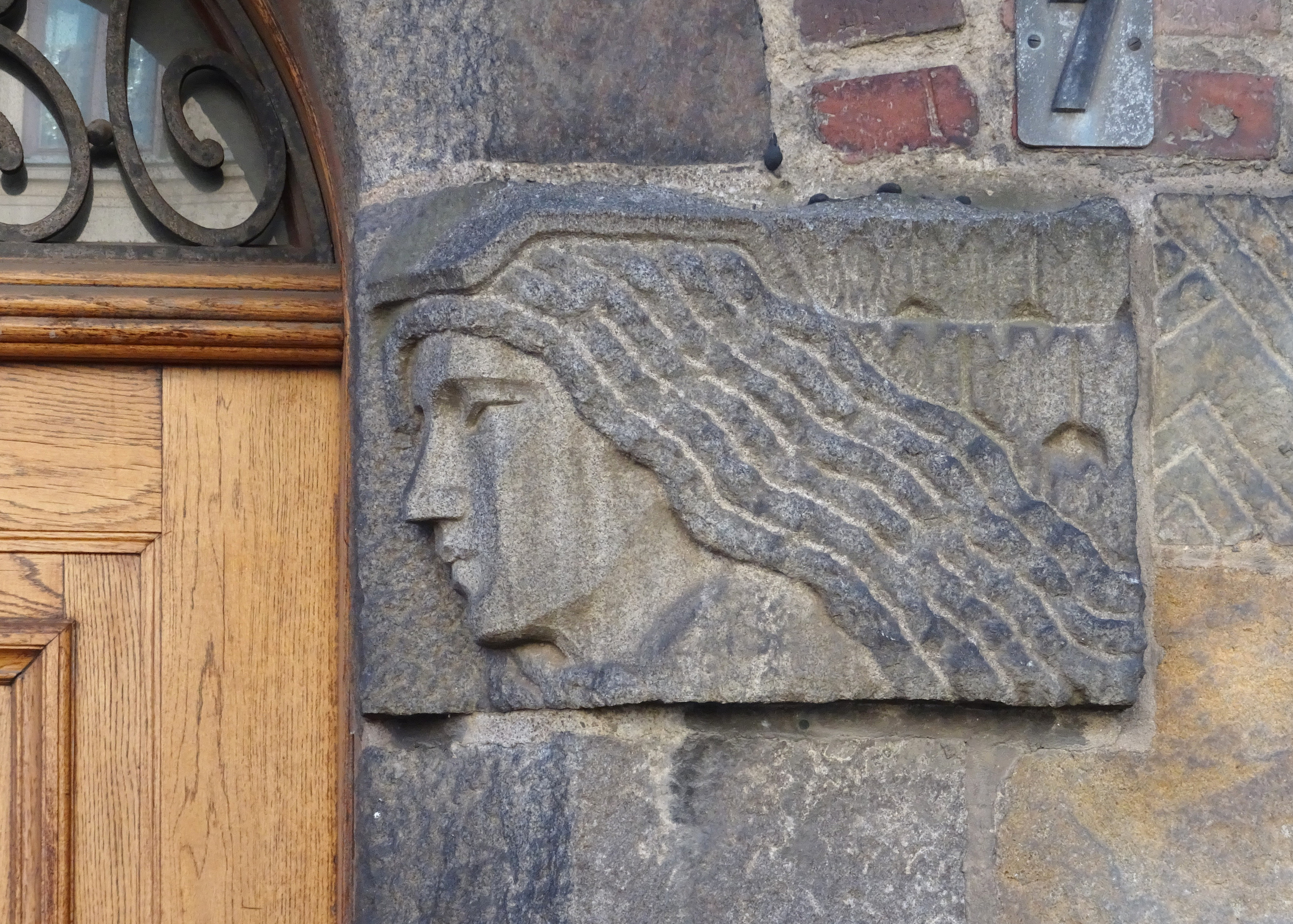
Kvinnoansiktet, höger om porten.
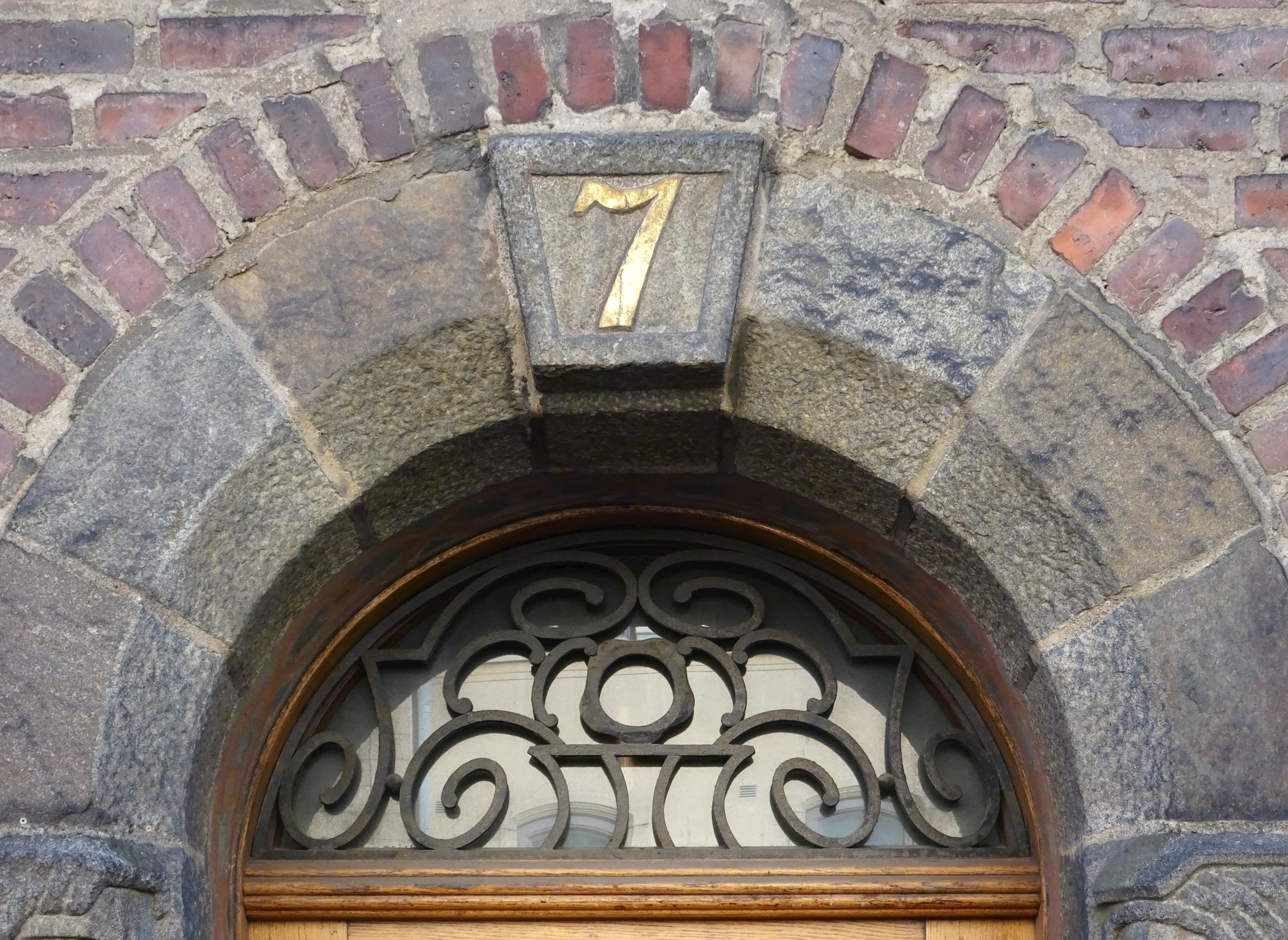
Portalvalvet och överljusfönstret.